# 陳自新
陈自新（1843年—1904年），谱名开猷，字焕皋。福建福州下渡藤山（今仓山）塔亭人。清朝政治人物，同進士出身。

## 生平
生於道光二十三年，世代书香，光绪二年（1876年）丙子恩科进士，先後服官广东、湖南。支持维新，为陈宝箴器重。光绪三十年卒。

## 著作
著有《迎晖阁文钞》四卷、《卧琴诗草》一卷。

## 家族
有八子。